# Arther Ferrill
Arther Ferrill é um historiador estadunidense e, professor da Universidade de Washington (Seattle) especialista em História Antiga e História Militar.

## Biografia
Ferrill nasceu em Oklahoma (EUA), em 1938 e graduou-se na Universidade de Wichita em 1960.
Ferrill escreveu quatro livros e é colaborador regular do Jornal Trimestral de História Militar. Concluiu o doutorado em História Antiga, pela Universidade de Illinois, em 1964, época em que se transferiu para a Universidade de Washington (Seattle), onde viria a se tornar professor titular de História daquela Universidade.
Ferrill apoia as afirmações de Vegetius, sobre o aumento da "barbarização" e da "germanização", ajudando a causar o colapso do Império Romano de Ocidente no século V d.C. Ele afirma que permitir que os bárbaros se instalassem nas fronteiras de Roma, atuando como uma zona de amortecimento contra outros bárbaros, criou fricção e levou a uma diminuição no tamanho das fronteiras do Império Romano. Ele também afirma que os alemães foram recrutados em tão grande número pelo Império Ocidental que eles de fato mudaram de uma cultura romana para uma cultura alemã.

## Obras
- "The Origins of War: From the Stone Age to Alexander the Great" (1985) ISBN 0500250936
- "Caligula: Emperor of Rome" Thames & Hudson (1991) ISBN 0500251126
- “Roman Imperial Grand Strategy” (1991) ISBN 0819184454
- The Fall of the Roman Empire: The Military Explanation (1986) ISBN 0500274959

## Fonte
- Ferrill, Arther. A queda do Império Romano: a explicação militar. Rio de Janeiro: Jorge Zahar Editor, 1989.